# 臺北市私立景文高級中學
臺北市私立景文高級中學位於臺北市文山區，附近有政治大學、臺灣戲曲學院、臺北市立動物園，是一所設有國中部、高中部、高職部的完全中學。

## 定位與願景
學校定位：發展以普通教育為主、職業教育為輔的完全中學
學校願景：一所能成就學生願望的高品質學校

## 簡史
- 景文高中前身臺北縣私立指南初級中學，創校於1962年。
- 1968年：設立高級工商職業科。
- 1970年：更名臺北市私立景文中學。
- 1971年：更名為臺北市私立景文高級中學。
- 1982年：更名為臺北市私立景文工商職業學校。
- 1990年：更名為臺北市私立景文高級中學。
- 1992年：增設國中部，成為臺北市南區第一所完全中學。
- 2000年：校內發生玻璃娃娃案，於2006年訴訟落幕，學校與玻璃娃娃家屬共同設立身障生獎學金「景文高中顏姓少年急難救助獎學金」。
- 2007年：與優人神鼓合作創設「優人表演藝術班」（2007年-2017年）。
- 2011年：榮獲臺北市「學生學習」優質學校。
- 2012年：榮獲臺北市「學校領導」優質學校暨臺北市教育111標竿學校認證。
- 2015年：榮獲教育部「品德教育特色學校」。三度榮獲星雲教育基金「三好校園實踐學校」
- 2017年：榮獲臺北市「教師教學」、「校園營造」、「行政管理」三項優質學校。
- 2021年：榮獲臺北市「資源統整」優質學校。
- 2023年：確立新的學校中程發展方向與重點。

國中部：國際班、資優班
高中部：國際班、資優班、菁英班
高職部：廣告設計科、室內空間設計科、商業經營科、寵物經營班、資訊科、應用英語科

## 歷任校長
| 任別 | 姓名   | 任職時間  |
| ---- | ------ | --------- |
| 1    | 謝衍泰 | 民國59年  |
| 2    | 林宗嵩 | 民國70年  |
| 3    | 胡樹斌 | 民國77年  |
| 4    | 詹益東 | 民國85年  |
| 5    | 胡樹斌 | 民國88年  |
| 6    | 許勝哲 | 民國95年  |
| 7    | 黃景生 | 民國108年 |
| 8    | 江岳勳 | 民國112年 |

## 社團列表
- 國中部學生團體：景文資訊團
- 自治性非社團團體：班級聯合會（登記技優社團）、畢業生聯合會
- 其他非社團團體（校隊）：競技啦啦隊、管樂隊、武術隊、排球隊、籃球隊、棒球隊、熱舞社、環保義工署、學生糾察、交通服務隊、招生服務隊
- 服務性社團：招生服務社、美姿美儀社、典禮播音社、藝文編輯社、環保義工社
- 學術性社團：電影文學欣賞社（高中）、自然科學研習社、證照達人社
- 藝術表演性社團：表演藝術社、造型氣球社、管樂隊、熱音社、吉他社
- 體育性社團：高爾夫球社、棒球社、男子籃球社、試射飛彈社、女子籃球社競技啦啦隊、塑身有氧瑜珈社、游泳社、Old-school專攻班、Girl's hiphop專攻班、What's up專攻班、有氧太極社、角力柔道社
- 國中部社團：電影文學欣賞社（國中）、造型氣球社、高爾夫球社、籃球社、熱門舞蹈社、扯鈴社

## 姐妹校
- 日本：日章學園（日语：日章学園中学校・高等学校）、鹿兒島城西高等學校（日语：鹿児島城西高等学校）
- 韓國：宇信中學
- 中國：東莞台商子弟學校